# نيكوكوديين
نيكوكودئين Nicocodeine هو أفيون مسكن  و مضاد للسعال وهو إستر لل كوديين يرتبط ارتباطا وثيقا بثنائي هيدروكودايين ويماثل الكودين ونيكومورفين . لم يتم استخدامه عادة في معظم البلدان، ولكن لديه نشاط مماثل على المواد المخدرة الأخرى.
 نيكوكودين Nicocodeine و نيكومورفين أدخلت في عام 1957 من قبل Lannacher Heilmittel النمساوية. ينحل نيكوكودين في الكبد عن طريق نزع الميثيل لإنتاج نيكومورفين، المعروف أيضا باسم 6-nicotinoylmorphine،

## مقدمة
المورفين هو العنصر النشط في الأفيون وقد تم اكتشافه في أوائل القرن التاسع عشر ، ولكن لم ينتبه للمورفين إلا بعد أن أعاد اكتشافه وأعطاه اسمه عالم ألماني 1817 م ويقال إن المورفين منسوب إلى مورفيوس اله الأحلام في أساطير الإغريق .
وتستخلص قاعدة المورفين من الأفيون باستعمال بعض المواد التي تحتوي على الجير الحي مع الماء والتسخين وكلوريد الأمونيا ثم جهاز الترشيح، كما يمكن استخلاصه مباشرة من ساق نبات الخشخاش ومن كبسولة الخشخاش التي لم يؤخذ منها الأفيون بعد تجفيفها، ويتراوح لون قاعدة المورفين بين الأسمر والبني الغامق .

## الخواص الكيميائية
- الصيغة البنائية: C24H24N2O4
- متوسط الكتلة: 404.458 Da[4][5]

## الاستعمال
يستعمل كدواء مضاد سعال، مسكن